# إرف لانج
إرف لانج (بالإنجليزية: Erv Lange)‏ هو لاعب كرة قاعدة أمريكي، ولد في 12 أغسطس 1887 في فورست بارك في الولايات المتحدة، وتوفي في 24 أبريل 1971 في مايوود في الولايات المتحدة.

## وصلات خارجية
- إرف لانج على موقعبيزبول رفرنس.كوم (الدوري الرئيسي) (الإنجليزية)